# 고하상로
고하상로(Gohasang-ro)는 제주특별자치도 제주시 애월읍 고내리 교차로 에서 애월읍를 잇는 도로이다.

## 주요 경유지
제주특별자치도
- 제주시 애월읍

## 노선
| 이름          | 접속 노선                      | 소재지 | 소재지 | 비고 |
| ------------- | ------------------------------ | ------ | ------ | ---- |
| 고내리 교차로 | 지방도 제1132호선 (일주서로)   | 제주시 | 애월읍 |      |
| (이름없음)    | 지방도 제1136호선 (중산간서로) | 제주시 | 애월읍 |      |
| 송낙 교차로   | 지방도 제1121호선 (금가로)     | 제주시 | 애월읍 |      |
| (이름없음)    | 지방도 제1123호선 (애원로)     | 제주시 | 애월읍 |      |